# Pont de Gernsheim
L'ancien pont de Gernsheim (allemand : Rheinbrücke Gernsheim) au kilomètre 461,5 a été construit en 1939 et détruit par la Wehrmacht le 19 mars 1945 pour arrêter l'avancée des Alliés. Jusqu'à l'achèvement du pont en 1940, il existait une liaison par bac entre Gernsheim et Eich ou Hamm am Rhein. Les vestiges du pont se trouvent à proximité immédiate du port et du bac du Rhin à Gernsheim.
Le pont était un pont de circonstance à deux voies. Il ne mesurait que 6 mètres de large, 315 mètres de long et avait une capacité de charge maximale de 24 tonnes. Il était inauguré au mai 1940. Malgré plusieurs tentatives, le pont n'a pas été reconstruit après la Seconde Guerre mondiale. Une grande partie des poutres en acier de l'ancienne structure du pont a été récupérée après la destruction et utilisée provisoirement comme poutre de toit pour la cathédrale de Worms, dont la voûte a été exposée aux intempéries sans toit en raison de la guerre. Cette "poutre d'acier" existe encore aujourd'hui et est considérée comme une curiosité.
La police de l'eau (en allemand : Wasserschutzpolizei) a installé ses quartiers dans le bunker de protection du pont et s'y trouve toujours.
La démolition de la rampe du côté est a commencé au 26 août 2015 après que le côté ouest avait déjà été enlevé en 2006. Seul le pilier directement relié au poste de police subsistera. Depuis, on ne voie que les fondations des piliers sur le Rhin.

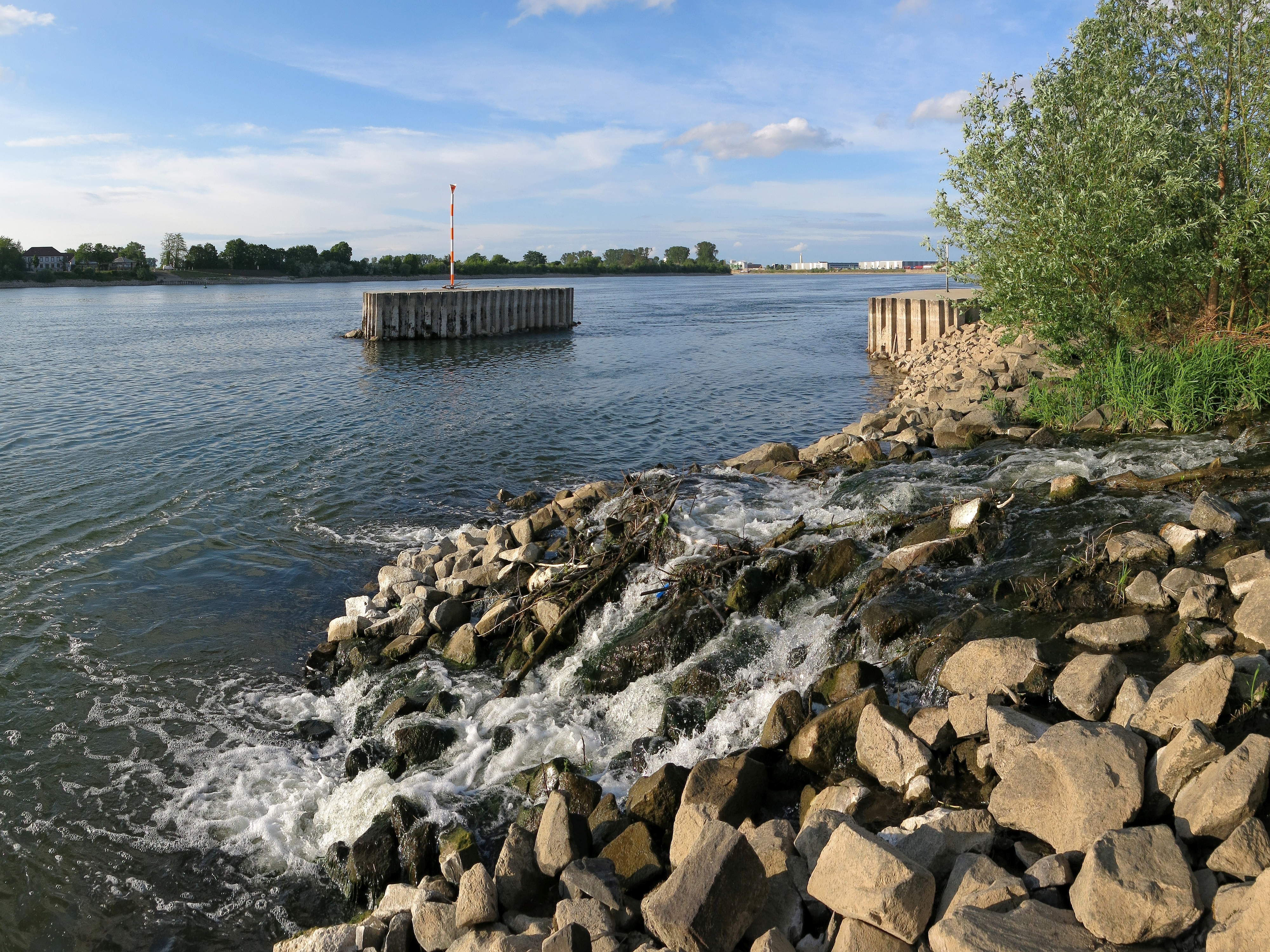
Vestiges du pont du Rhin après démolition (état 2020)

## Littérature
- Albert Geipert : 1933–1945 – doch der Rhein floss weiter. Forum-Verlag, Riedstadt 2003,  (ISBN 3-9807543-9-1)
- 60 Jahre Kriegsende in Südhessen. Dans : Magazin zum Wochenende, 19 mars 2005, page M2

## Liens extérieurs
- Bild vor und nach der Sprengung
- Fähre bis 1940
- Geschichtsspuren